# Okrug

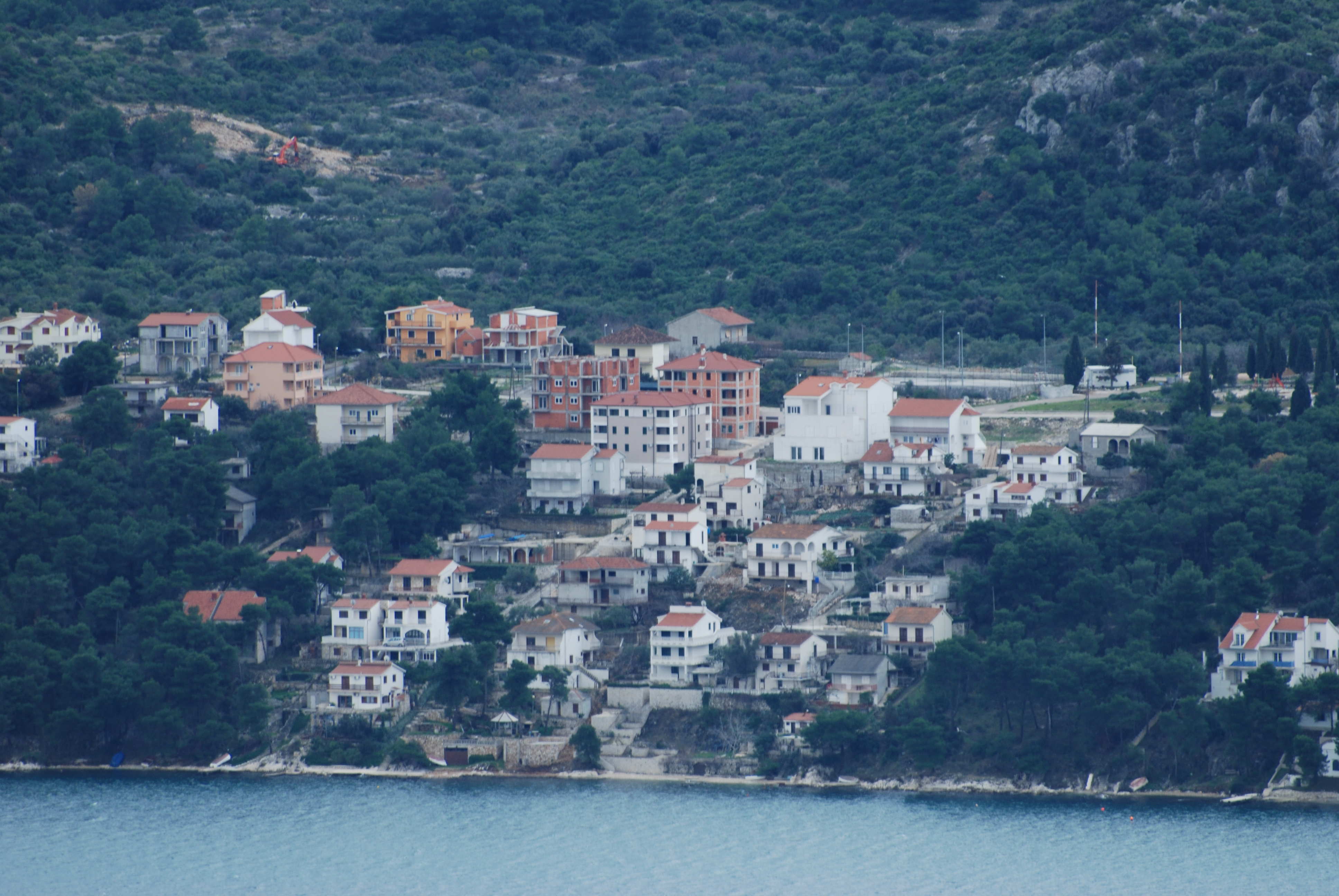
Okrug Donji

Okrug nebo též Okruk (italsky Cerchio) je opčina v Chorvatsku v Splitsko-dalmatské župě. Rozkládá se na západě ostrova Čiovo a sousedí s opčinou města Trogir. Skládá se ze dvou samostatných vesnic (Okrug Gornji, který je střediskem opčiny, a Okrug Donji) a tří osad, které jsou součástí Okrugu Gornji (Bušinci, Liveli a Rastića). V roce 2011 trvale žilo v opčině 3 349 obyvatel, z toho 3 081 v Okrugu Gornjim a 268 v Okrugu Donjim.
Vzhledem k tomu, že všechny vesnice opčiny jsou položeny u moře, hlavním zdrojem obživy obyvatel je turismus, který zvyšuje i most na Čiovo, zajišťující snadnou dosažitelnost. Okrug Gornji je pak největším sídlem, rozkládajícím se na ostrově, a známým turistickým střediskem.